# Calliandra fuscipila
Calliandra fuscipila là một loài thực vật có hoa trong họ Đậu. Loài này được Harms miêu tả khoa học đầu tiên.